# Neopromachus sepikanus
Neopromachus sepikanus is een insect uit de orde Phasmatodea en de  familie Phasmatidae. De wetenschappelijke naam van deze soort is voor het eerst geldig gepubliceerd in 1912 door Giglio-Tos.